# Juan Ignacio Carrera
Juan Ignacio Carrera (n. Pergamino, Provincia de Buenos Aires, 10 de mayo de 1981) es un futbolista argentino. Su actual club es Douglas Haig del Federal A.

## Biografía
Surgido de las divisiones inferiores de Argentinos Juniors, debutó en 2001. Abandonó la práctica profesional del fútbol durante tres años en los que se estableció en España, tras los cual volvió a Argentina, alcanzando la titularidad en el primer equipo de Argentinos Juniors. Luego jugó en Independiente Rivadavia en el Nacional B, y en Sarmiento de Resistencia en el Torneo Argentino B. En julio de 2012 llega a San Martín de Tucumán para disputar el Torneo Argentino A. En el 2016 ficha para San Jorge de Tucumán. Luego se suma a Sarmiento de Resistencia estando 5 años en ese club. En 2022 llega a Douglas Haig para disputar el Federal A.

## Clubes
| Club                    | País      | Año         |
| ----------------------- | --------- | ----------- |
| Argentinos Juniors      | Argentina | 2001 - 2009 |
| Independiente Rivadavia | Argentina | 2009 - 2010 |
| Argentinos Juniors      | Argentina | 2010 - 2011 |
| Sarmiento (Resistencia) | Argentina | 2011 - 2012 |
| San Martín (Tucumán)    | Argentina | 2012 - 2014 |
| San Jorge (Tucumán)     | Argentina | 2016        |
| Sarmiento (Resistencia) | Argentina | 2016 - 2021 |
| Douglas Haig            | Argentina | 2022-       |